# Pazzi-Kapelle

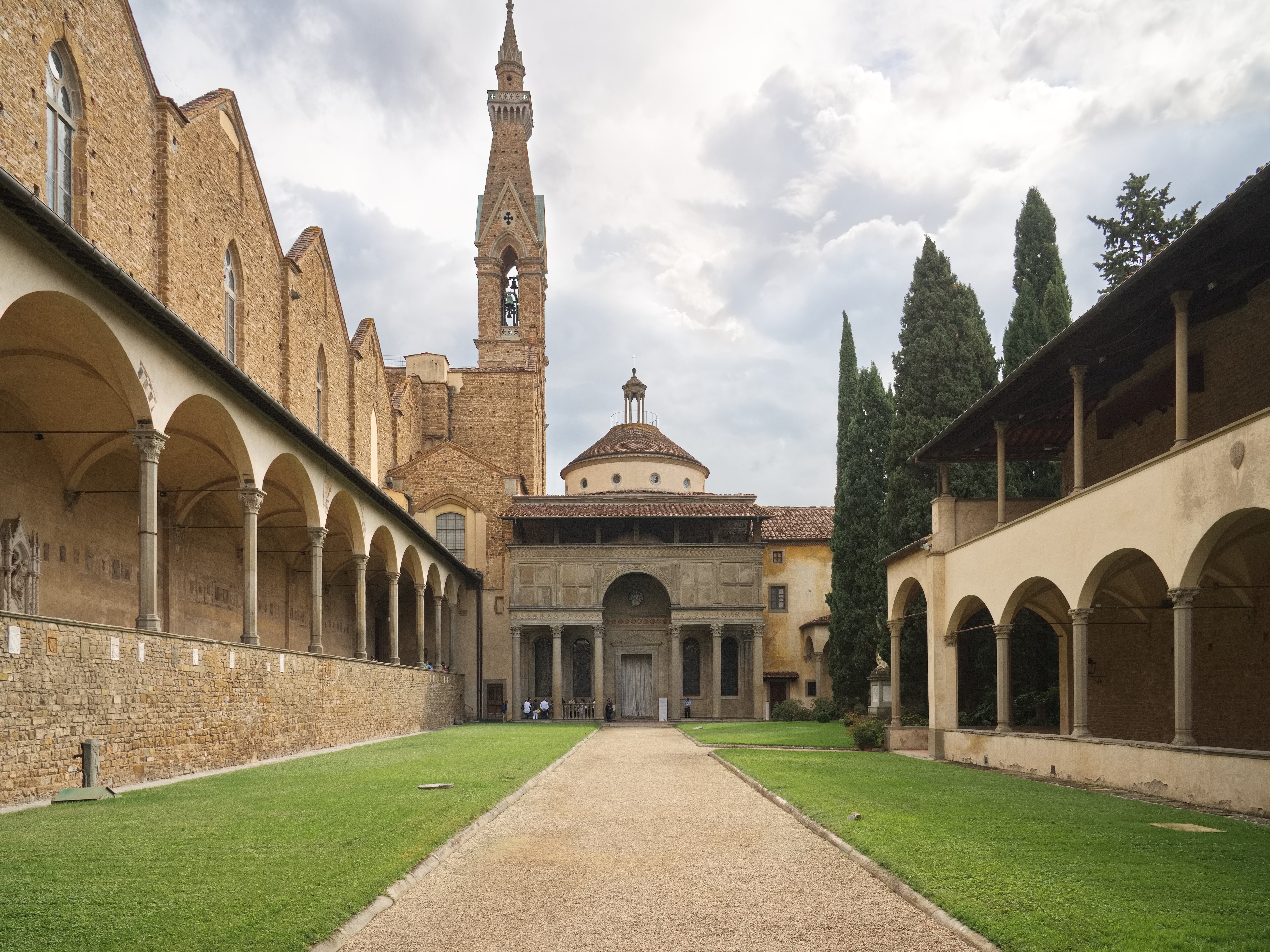
Die Pazzi-Kapelle von außen

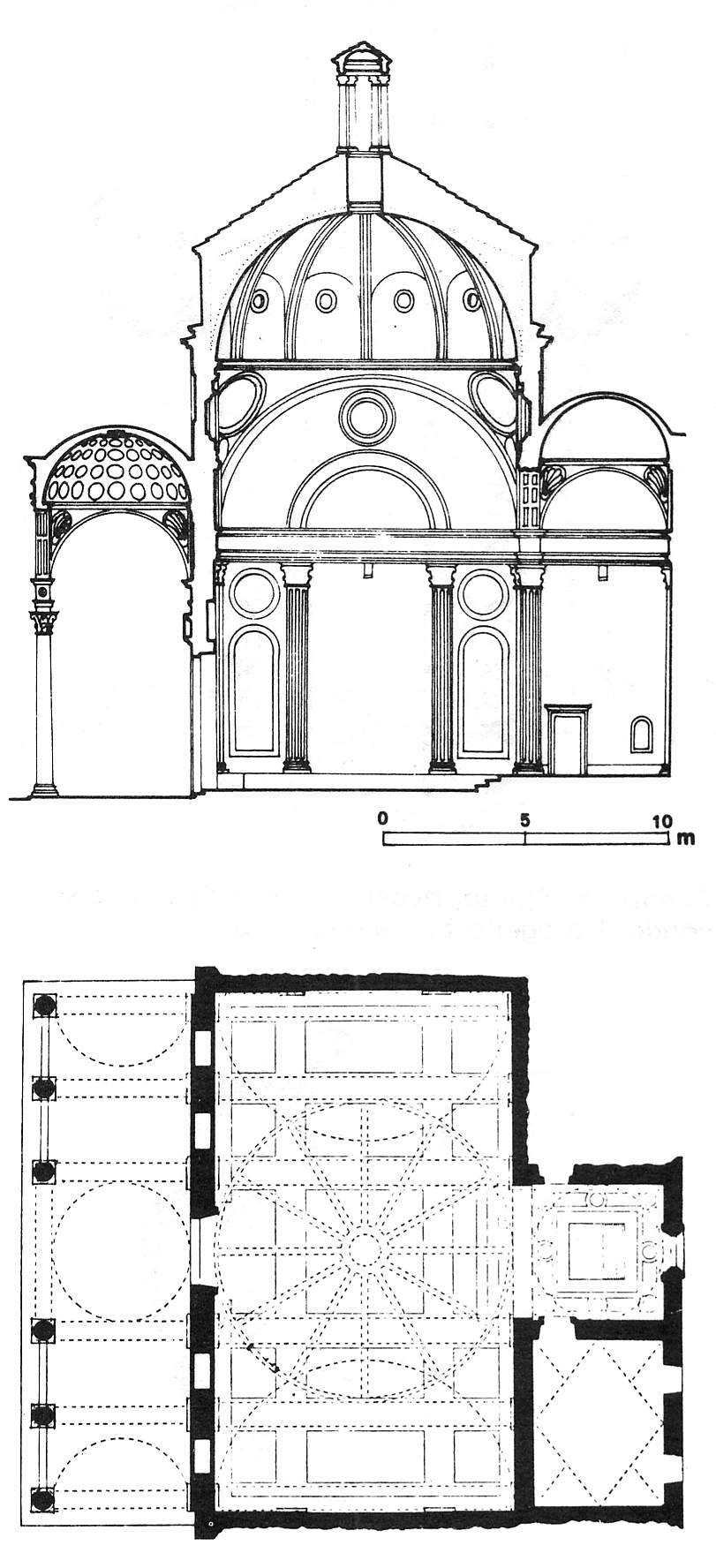
Seitenschnitt und Grundriss der Kapelle

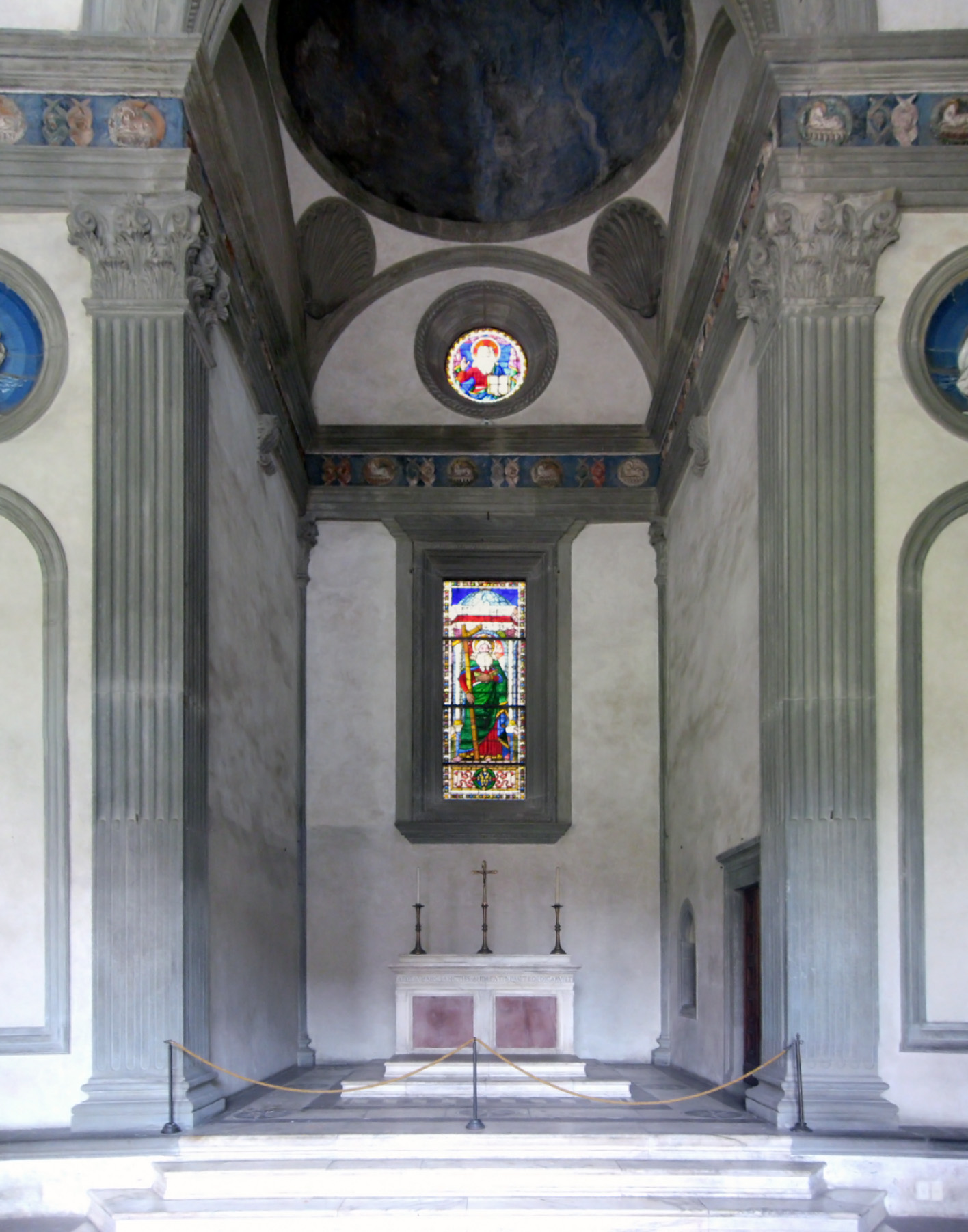
Altar im Innenraum

Die Pazzi-Kapelle (Cappella Pazzi) ist der Kapitelsaal der Franziskaner-Kirche Santa Croce in Florenz. Das Bauwerk wurde von Andrea di Guglielmo de' Pazzi gestiftet und zwischen 1442 und 1478 errichtet. Sie befindet sich auf der Westseite des ersten Kreuzgangs von Santa Croce. Der Entwurf für die überkuppelte Kapelle geht möglicherweise auf den Florentiner Architekten Filippo Brunelleschi zurück; vorgeschlagen wurde jedoch eine Autorschaft Michelozzo di Bartolomeos. Die Innenraumgestaltung ist eine Weiterentwicklung des Grund- und Aufrisses der Alten Sakristei von San Lorenzo, die ab 1421 nach Plänen Filippo Brunelleschis errichtet worden war. 

Die Wandflächen und die Penditifs sind mit Tondi und Wappenschilden aus glasierter Terrakotta geschmückt, die von Luca della Robbia angefertigt wurden. Die Tondi zeigen verschiedene Heilige; die Schilde das Delfin-Wappen der Familie Pazzi. 

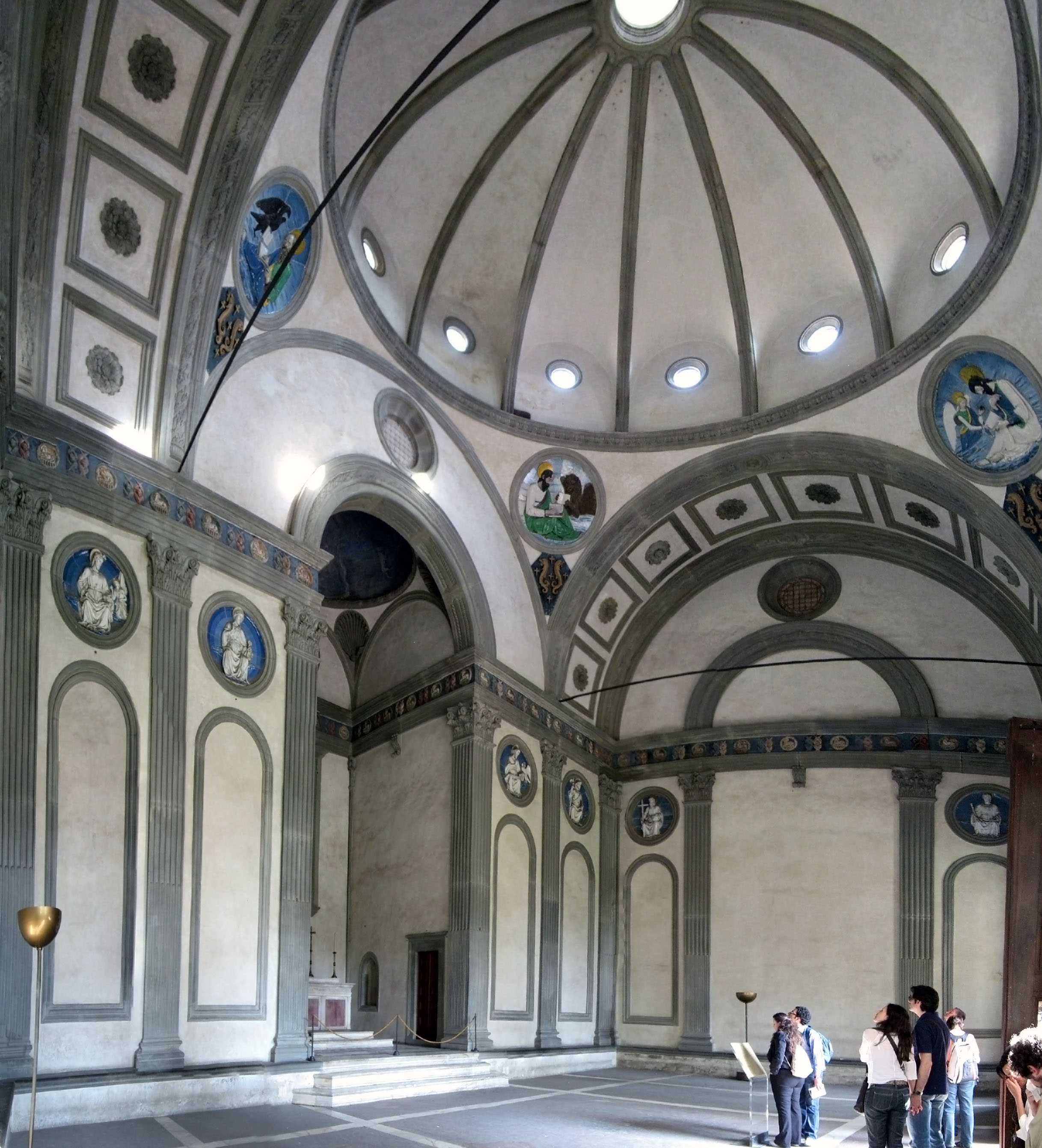
Innenansicht der Pazzi-Kapelle